# Marc-Donald Fenelus
Marc-Donald Fenelus (* 9. Juli 1991 in Gonaïves) ist ein haitianischstämmiger Fußballspieler von den Turks- und Caicosinseln.

## Karriere

### Verein
Fenelus konnte 2012 mit Cheshire Hall erstmals die Meisterschaft in seiner Karriere feiern. 2013 wechselte er zu AFC Academy, auch hier wurde er 2014 und 2014/15 Meister. Seit 2016 ist er nun für den Ligarivalen Full Physic aktiv.

### Nationalmannschaft
Am 30. Mai 2014 gab Fenelus sein Debüt für die Nationalmannschaft der Turks- und Caicosinseln im Zuge der Qualifikation zum Gold Cup 2015 gegen Aruba, das Spiel ging mit 0:1 verloren. Gegen die Nationalmannschaft von St. Kitts und Nevis kam er bei der Qualifikation zu der WM 2018 jeweils im Hin- und Rückspiel zum Einsatz. In beiden Begegnungen stand er in der Startformation und spielte durch, die Turks- und Caicosinseln verloren beide Spiele mit 2:6. Bis 2019 absolvierte er insgesamt acht Länderspiele, einen Treffer konnte er dabei aber nicht erzielen. 

## Erfolge
- Meister der Turks- und Caicosinseln: 2012, 2014, 2015